# Температура стеклования
Температу́ра стеклова́ния — температура, при которой некристаллизующееся или не успевающее закристаллизоваться вещество становится твёрдым, переходя в стеклообразное состояние. Обычно обозначается — Tg .

## Общие сведения
Поскольку переход идёт постепенно, конкретное значение температуры стеклования зависит от скорости охлаждения и способа её определения. Обычно она определяется как температура, при которой вязкость твердого тела становится порядка 100—1000 ГПа·с, а модуль упругости превышает 1 ГПа.
Кроме того, температуру стеклования определяют дилатометрическими (зависимость объёма от температуры), диэлектрическими (положение максимума диэлектрических потерь), калориметрическими (по величине тепловых эффектов) и иными методами.

## Температура стеклования полимеров
Температура стеклования полимеров определяется химическим составом и строением их цепи и не является жестко определённой величиной, поскольку переход в стеклообразное состояние (см. статью витрификация) обычно происходит в довольно широком диапазоне температур.
Температура стеклования также является одной из основных характеристик полимеров. Полимеры при температурах выше температуры стеклования находятся в пластичном состоянии, а при температурах ниже температуры стеклования - в твердом и достаточно хрупком состоянии.
Для некоторых полимеров температуры стеклования следующие:
| Полимер                                 | Tg , °C   |
| --------------------------------------- | --------- |
| Полиэтилен (в зависимости от плотности) | -50..-120 |
| Полипропилен изотактический             | -10       |
| Полиизобутилен                          | -70 (-73) |
| Полистирол атактический                 | 100 (105) |
| Полистирол изотактический               | 100       |
| Полиметилакрилат                        | 3 (6)     |
| Полиэтилакрилат                         | -24       |
| Полицинкакрилат                         | 300       |
| Полиметилметакрилат синдиотактический   | 115 (205) |
| Полиметилметакрилат изотактический      | 45 (55)   |
| Полиметилсилоксан                       | -128      |
| Полиэтиметакрилат                       | 65        |
| Поливинилхлорид                         | 87 (81)   |
| Поликарбонат                            | 150       |
| Полиэтилентерефталат                    | 69(70?)   |
| Полиамид 6 (поликапроамид)              | 50 (40)   |
| Полиамид 6,6 (полигексаметиленадипамид) | 50 (57)   |